# Labeo annectens
Labeo annectens és una espècie de peix cipriniforme de la família dels ciprínids.

## Morfologia
Els mascles poden assolir els 48,5 cm de longitud total.

## Distribució geogràfica
Es troba a Àfrica: rius costaners des del sud del Camerun fins a Cabinda. També al riu Luongo (conca del riu Congo).